# Вісла (Пулави)
Спортивний клуб «Вісла» Пулави (пол. Klub Sportowy Wisła Puławy) — польський футбольний клуб з Пулавів, заснований у 1923 році. Домашні матчі приймає на Міському стадіоні, місткістю 4 418 глядачів.

## Досягнення
- Третя ліга
  - Переможець (1): 2010/2011.